# Henri Bouchard

Henri Bouchard (13 de diciembre de 1875, Dijon - 30 de noviembre de 1960, París) fue un escultor francés.
Hijo de un carpintero, Bouchard se formó en la Académie Julian y en el estudio de Louis-Ernest Barrias antes de entrar en la Ecole des Beaux-Arts de París. Ganó el Premio de Roma en 1901. Su atención se focalizó desde los modelos de la antigüedad, hacia los peones, las figuras cotidianas y los trabajadores comunes. El mismo Bouchard se convirtió en profesor de la Academia Julian en 1910. 
En noviembre de 1941 Bouchard fue uno de un grupo de pintores y escultores franceses que aceptaron una invitación oficial de Joseph Goebbels para una gran muestra itinerante en la Alemania nazi. Otros artistas que aceptaron la invitación fueron Charles Despiau, Paul Landowski, André Dunoyer de Segonzac, y los artistas Fauvistas Kees van Dongen, Maurice de Vlaminck, y André Derain. Tras su vuelta Bouchard tuvo palabras amables sobre el estado de los artistas concedidos en la Alemania nazi. Tras la Liberación, en 1944, Bouchard fue suspendido de su profesorado, se le acusó de colaboracionismo y se le condenó al ostracismo por parte de muchos antiguos partidarios.
El Museo Bouchard de París fue abierto en 1962 y cerrado en 2007 por trabajos, en la escuela estudio del escultor en la calle de Yvette n.º 25. Sus colecciones, incluida una gran figura de Apolo copia de la del Palacio de Chaillot, así como más de cien trabajos, entre piezas en bronce, esculturas de piedra, y modelos en escayola originales, han sido transferidos al Museo de La Piscine en Roubaix. Según la web oficial del Museo, una reconstrucción del estudio podrá ser visitada a partir de 2016 o 2017.

## Obras
- símbolos de los cuatro evangelistas, para el campanil de la Basílica del Sacré Cœur, París, 1911
- figura del escultor medieval Claus Sluter, 1911

- estatuas para el Muro de los reformadores en Ginebra, ejecutados junto al escultor francés Paul Landowski, hacia 1912
- monumento a los niños de Saint-Quentin (Aisne) en colaboración con el arquitecto Paul Bigot y el escultor Paul Landowski, 1927
- Cristo en la Cruz en la fachada de la iglesia de San Martín, Chauny, Francia, hacia 1930
- figura del escultor medieval Jean de Chelles, 1933.[1]
- el tímpano de la iglesia de San Pedro de Chaillot en París, 1933-1935
- Apolo para la terraza del Palacio de Chaillot, 1937
- las tumbas de Albert Bartholomé, Gabriel Pierné y del General Grossetti, todas ellas en el cementerio del Père-Lachaise.